# 拟戴胜百灵

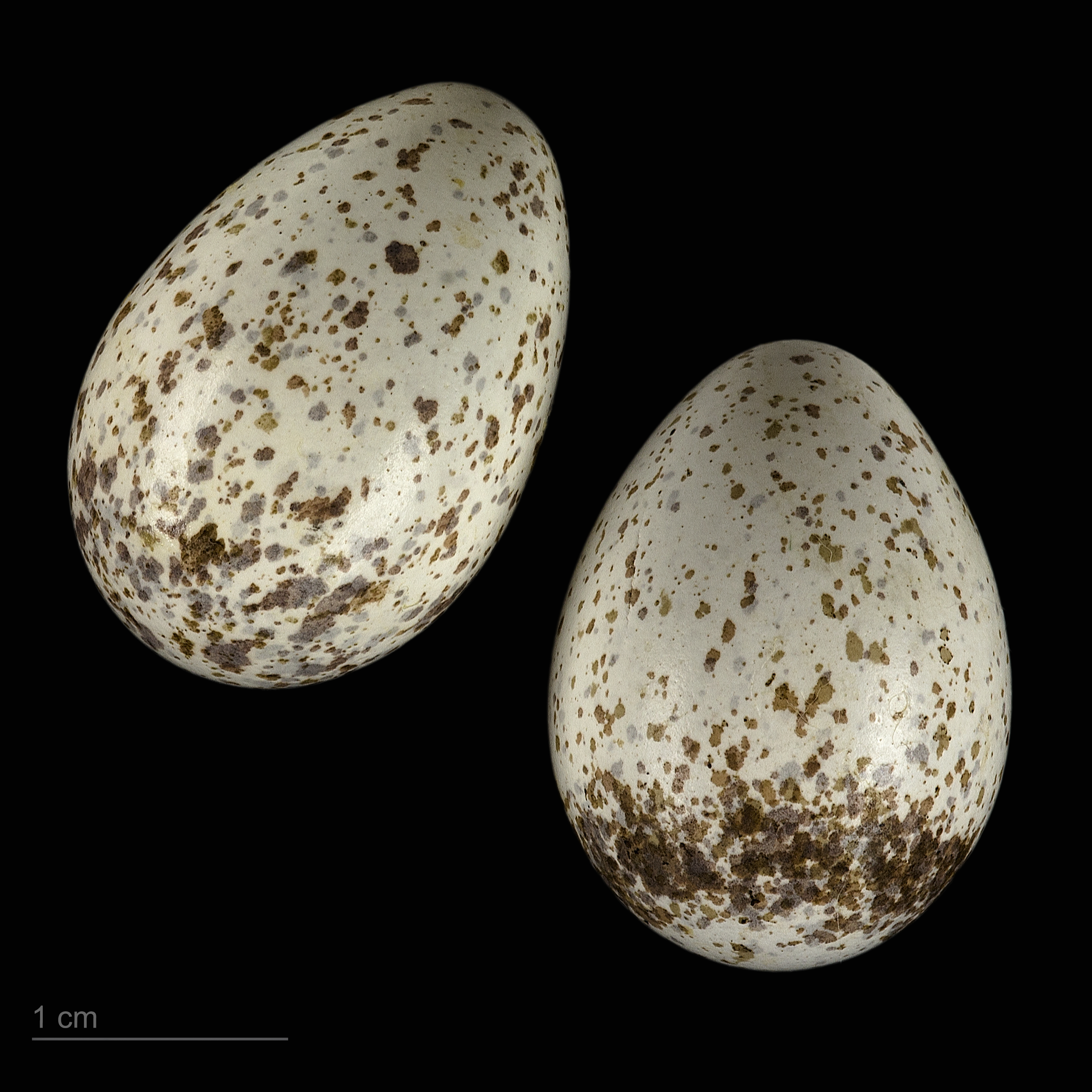
Alaemon alaudipes alaudipes的卵

拟戴胜百灵（学名：Alaemon alaudipes），是百灵科拟戴胜百灵属的一种，分布于埃及、利比亚、土耳其、埃塞俄比亚、伊朗、厄立特里亚、西班牙、塞内加尔、乍得、叙利亚、马里、佛得角、索马里、卡塔尔、毛里塔尼亚、约旦、阿曼、尼日尔、巴基斯坦、沙特阿拉伯、阿拉伯联合酋长国、吉布提、黎巴嫩、也门、印度、苏丹、摩洛哥、以色列、阿富汗、科威特、阿尔及利亚、突尼斯、巴林、马耳他、伊拉克、意大利和西撒哈拉。全球活动范围约为9,380,000平方千米。该物种的保护状况被评为无危。
拟戴胜百灵的平均体重约为43.9克。栖息地包括热带沙漠、亚热带或热带的（低地）干草原和亚热带或热带的（低地）干燥疏灌丛。

## 形態描述
大型的百靈鳥，腿長、身體修長，喙呈下彎狀。臉部有深色斑紋，包括穿過眼睛的一條線，以及從喙基部延伸至眼睛下方的類似胡鬚的線條。胸部呈沙灰色及有斑點，腹部為水白色。後爪短而直。彎曲的上喙露出鼻孔。舌尖分叉。雌鳥體型稍小，斑紋較不突出，喙稍短。